# هیپریسین
هیپریسین (به انگلیسی: Hypericin) یک ترکیب شیمیایی با شناسه پاب‌کم ۵۲۸۱۰۵۱ است. شکل ظاهری این ترکیب، جامد آبی-سیاه است.